# Шлезингер, Иосиф
Иосиф Шлезингер (нем. Josef Schlesinger; 1831—1901) — австрийский политик, математик, экономист и агроном

.

## Биография
Иосиф Шлезингер родился 31 декабря 1831 года; происходил из моравских немцев. 
В 1870—1875 гг. был профессором математики и механики в лесной академии в Мариенбрунне (близ Вены), с 1875 года профессор (и дважды ректор) в высшей земледельческой школе в городе Вене. 

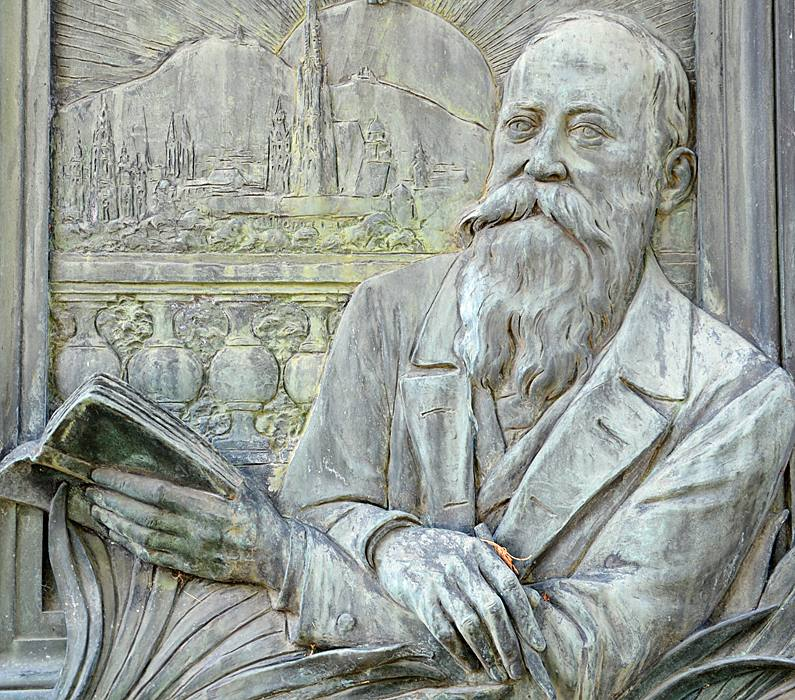
Барельеф на могиле Шлезингера

В 1888 году в столице Австрии в книге «Die geistige Mechanik der Natur» он пытался построить новую теорию пространства, по которой пространство должно быть представляемо как «ничто»; этим Шлезингер надеялся подорвать основы материалистической философии. 
В 1891 году Иосиф Шлезингер был избран, в 1897 году переизбран в одном из округов Вены (городская курия) в рейхсрат, в 1896 году там же в нижнеавстрийский ландтаг. 
В рейхсрате и ландтаге он был видным членом антисемитической партии. В «Jewish Encyclopedia» он был ошибочно назван евреем, что было опровергнуто в «Еврейской энциклопедии Брокгауза и Ефрона» следующими словами: «...в действительности христианин, выступал в рейхсрате в качестве антисемита».
Шлезингер был энергичным противником совершившегося в Австрии перехода к золотой валюте, принципиально отстаивая бумажные деньги, функции которых он, впрочем, желал изменить, сделав их орудием широко развитого кредита («народные деньги» — Volksgeld, как он их называл). 
Он активно боролся с господствующим направлением в деле народного образования, обвинял профессоров и учителей в безбожии и материализме и требовал строго-религиозного преподавания. 
Иосиф Шлезингер скончался 10 апреля 1901 года в Вене; после его смерти в ландтаге на его место был избран лидер австрийской социал-демократии Виктор Адлер.